# Сузе моје сестре
Сузе моје сестре (тур. Hayat Şarkısı) је љубавно-драмска телевизијска серија са главним улогама које тумаче Бурџу Бириџик, Биркан Сокулу, Ахмет Мумтаз Тајлан, Тајанч Ајајдин, Еџем Озкаја Устундаг и Серај Гозлер. Серија је приказивана од 9. фебруара 2016. до 6. јуна 2017. године на каналу Kanal D.
У Србији је приказивана од 7. јануара до 13. септембра 2019. године на каналу Happy, титлована на српски језик.

## Радња
Бајрам Џевхер, власник великог броја рудника, враћа се након осам година у своје родно место да би склопио мир са дугогодишњим пријатељем Салихом. Договарају се да вере децу, Бајрамовог сина Керима и Салихову ћерку Мелек, када буду одрасли.
Годинама касније, Керим завршава мастер студије екологије и добија понуду да ради у Немачкој на универзитету као асистент. Међутим, не успева да убеди оца да остане у Немачкој, те се враћа у Истанбул да би испунио очево обећање дато годинама раније, и убрзо одлазе у очево родно место да би запросили Мелек.
У међувремену, Мелекина млађа сестра Хулија кује план како да одврати Керима од женидбе са њеном сестром, будући да је још као мала зацртала да ће се удати за њега. Са његовим доласком, у Мелекину собу упада пијани Каја, локални пропалица покушавајући да је напаствује. Видевши да је Каја ушао у собу, Хулија алармира све укућане, те сви закључују да је Мелекина част повређена. Хулијин план успева, међутим, отац Салих на месту умире.
Веридба се раскида, међутим, да би се договор испоштовао, Хулија се удаје за Керима. Недуго након венчања, Керим оставља Хулију и одлази у Берлин да настави са својим животом, будући да је венчање за њега било само формалност да би омекшао оца. Међутим, Хулија убрзо одлази у Берлин, где сазнаје да Керим чека дете са другом женом, гастарбајтерком Филиз и окреће му живот наглавачке…

## Сезоне
| Сезона | Сезона | Број епизода (н) / (и)          | Приказивање у Турској                 | Приказивање у Србији                    |
| ------ | ------ | ------------------------------- | ------------------------------------- | --------------------------------------- |
|        | 1      | 21 / 67 (1 — 21) / (1 — 67)     | 9. фебруар 2016. — 28. јун 2016. ()   | 7. јануар 2019. — 27. март 2019. ()     |
|        | 2      | 36 / 119 (22 — 57) / (68 — 186) | 20. септембар 2016. — 6. јун 2017. () | 27. март 2019. — 13. септембар 2019. () |

## Ликови
- Хулија Чамоглу Џевхер (Бурџу Бириџик) - Хулија је Салихова млађа кћерка. Заљубљена је у Керима Џевхера од своје осме године. Детињство јој је прошло у сиромаштву и она је веома љута због тога. Уз помоћ интрига, некако успева да се уда за Керима. Међутим, тај присилни брак јој уопште није донео срећу. Интелигентна је, лепа и опасна. Керим јој је све у животу и њена љубав према њему је фатална.
- Керим Џевхер (Биркан Сокулу) - Керим је млађи син Бајрама Џевхера. Он је мезимац целе породице и прилично је размажен. Рођен је у имућној породици али га богатство никада није претерано занимало. Занима га наука. Отац га на силу шаље да студира рударски инжењеринг зато што имају ланце рудника и да би наследио породични бизнис. На крају прве године Керим се одлучује ипак да студира екологију. Не улази у дубинске односе са супротним полом, све везе су му површне, а са Хулијом склапа споразумни брак. Његова осећања према њој су помешана, нешто између љубави и беса.
- Бајрам Џевхер (Ахмет Мумтаз Тајлан) - Бајрам је успешан и веома богат инжењер рударства. Он је глава породице Џевхер. Има два сина, Хусеина и Керима као и ванбрачну луцкасту кћерку Баде. Веома је строг отац и воли да буде све по његовом. Хладан је према супрузи и за њега су у породици најважнији ред и дисциплина. Понаша се као неприкосновени ауторитет. Веома је привржен својим синовима. Лако се разбесни и воли да доминира где год да се појави. Воли да наређује, али без обзира на то успе да придобије људе да га воле.
- Хусеин Џевхер (Тајанч Ајајдин) - Хусеин је Керимов старији брат. Поуздан је, интелигентан, леп и наочит. Он је образован човек који влада како теоријским тако и практичним знањем. Одговоран је, а приватан живот му је у другом плану. Живи за добробит породице и фирме. Ожењен је са Зејнеп и имају кћерку Џерен.
- Мелек Чамоглу Џевхер (Еџем Озкаја Устундаг) - Мелек је Хулијина старија сестра. Преузела је бригу о породици након што јој се мајка разболела и преминула кад је била млада. Помаже Хулији да оствари своје снове. Пуна је живота и оптимиста без обзира на то што је често потиснута у други план. Лепа је и осећајна. Има мали ресторан на селу. Касније се заљубљује у Хусеина.
- Сухејла Џевхер (Серај Гозлер) - Сухејла је Бајрамова супруга, а Хусеинова и Керимова мајка. Потиче из богате породице у Мудањи. Веома је привлачна и елегантна жена. Без обзира што је богата, она поштује свог мужа и све традиционалне вредности. Без обзира што има кућне помоћнице, она такође ради кућне послове и фантастично кува. Веома је везана за своје синове.

## Улоге
| Глумац              | Улога                   | Епизода                                   |
| ------------------- | ----------------------- | ----------------------------------------- |
| Бурџу Бириџик       | Хулија Чамоглу Џевхер   | 1-57                                      |
| Биркан Сокулу       | Керим Џевхер            | 1-57                                      |
| Ахмет Мумтаз Тајлан | Бајрам Џевхер           | 1-57                                      |
| Тајанч Ајајдин      | Хусеин Џевхер           | 1-57                                      |
| Еџем Озкаја         | Мелек Чамоглу Џевхер    | 1-51                                      |
| Серај Гозлер        | Сухејла Џевхер          | 1-57                                      |
| Олгун Токер         | Махир Дуру              | 2-57                                      |
| Пелин Озтекин       | Зејнеп Намикоглу Џевхер | 1-57                                      |
| Памир Пекин         | Хазер Торунбаш          | 39-53                                     |
| Мелиса Созен        | Ипек Торунбаш           | 43-53                                     |
| Алмила Баријачик    | Филиз Намли             | 1-36; 43-48                               |
| Филиз Ахмет         | Нургул Намли            | 15-35                                     |
| Осман Алкаш         | Муфит Намикоглу         | 5-9; 12-21                                |
| Дениз Хамзаоглу     | Каја Серхат             | 1-57                                      |
| Ајдан Таш           | Нилај Коџадаг           | 1-57                                      |
| Гамзе Демирбилек    | Хатиџе Џевхер           | 1; 4-57                                   |
| Реџеп Гунејсу       | Џем Даренде             | 2; 6-13; 17-35; 42-47                     |
| Дениз Алтан         | Баде Џевхер             | 2-57                                      |
| Серап Ондер         | Ајсел                   | 1-57                                      |
| Баран Џан Ераслан   | Арда                    | 12-57                                     |
| Ајхан Кизилсу       | Атиф                    | 4-57                                      |
| Пинар Хамзаоглу     | Џејлан                  | 1-57                                      |
| Бесте Кокдемир      | Мелиса Торунбаш         | 28-39                                     |
| Фусун Ербулак       | Емине                   | 19-28                                     |
| Зејнеп Косе         | Бурчин                  | 24-34                                     |
| Езги Томбул         | Мине                    | 4-10                                      |
| Угур Карабулут      | Кемал                   | 15-21                                     |
| Филиз Килич         | Мехтап                  | 3-9                                       |
| Сибел Мелек Арат    | Хулија Чамоглу (дете)   | 1-57                                      |
| Таха Јусуф Тан      | Керим Џевхер (дете)     | 1-57                                      |
| Аден Дуру Орак      | Мелек Чамоглу (дете)    | 1-57                                      |
| Елиф Севинч         | Нилај (дете)            | 1-57                                      |
| Идил Каја           | Џерен Џевхер            | 1-57                                      |
| Дефне Јазар         | Бахар Чамоглу           | 1-57                                      |
| Појраз Туран        | Мехмет Џехвер           | 2-57                                      |
| Елиф Бајсал         | Кевсер                  | 4; 7-9; 13; 16; 23; 27; 30; 32-35; 38; 44 |
| Денисе Анкел        | Ајлин                   | 4; 7; 20-22                               |
| Омер Акгулу         | адвокат Кенан           | 23-27; 30-34; 43                          |
| Алиџан Ајтекин      | Тан                     | 27; 36-42                                 |
| Ахмет Сарачоглу     | Салих Чамоглу           | 1                                         |
| Озлем Турај         | Емине Чамоглу           | 1                                         |
| Шафак Карали        | Халук                   | 23-29                                     |
| Хулија Дујар        | Тулај                   | 29-32                                     |
| Ајсун Метинер       | Лејла                   | 35-39                                     |
| Тугче Тамер         | секретарица Ајше        | 8-10; 19                                  |
| Јурдаер Тосун       | Сами                    | 17; 19; 22-23; 38                         |
| Ајнур Јилдиз        | Фатош                   | 17; 19; 22-23                             |
| Јуксел Унал         | Гундуз                  | 7-9                                       |
| непознато           | Лили                    | 22-23                                     |
| Дирен Полатогулари  | Нилајин брат            | 14; 17                                    |
| Дефне Халман        | Хикмет                  | 13; 15                                    |
| Идил Талу           | дадиља Ајше             | 41-57                                     |
| Фатма Гуналп        | Нимет                   | 25-35                                     |
| Халис Бајрактароглу | адвокат Фехми           | 27; 29-30                                 |
| Волкан Чолпан       | Хулијин доктор          | 27-28                                     |
| Мелике Ипек Јалова  | Сузи                    | 6                                         |
| Џерен Ергинсој      | гинеколог Нестерен      | 28                                        |
| Парла Шенол         | Махиде                  | 31                                        |
| Ишик Селин Кујумџу  | Шејда                   | 19                                        |
| Мурат Карасу        | Џавит Даренде           | 8                                         |
| Еврим Доган         | докторка Хале           | 10                                        |
| Фредерик Хајдорн    | Алекс                   | 4                                         |